# José Luis Real
José Luis Real Casillas (ur. 6 czerwca 1952 w Guadalajarze) – meksykański piłkarz występujący najczęściej na pozycji pomocnika, obecnie trener.